# Zaragoza (Guatemala)
Zaragoza é uma cidade da Guatemala do departamento de Chimaltenango.
Segundo Proyeccion de Poblacion por municipio 2008-2020 conta com uma população de 25.339 habitantes.
A maioria da população fala castelhano e uma minoria indígena fala caqchiquel. São maioritariamente de religião católica. 
O município é limitado a norte por Santa Cruz Balanyá e Comalapa, ao sul com San Andrés Itzapa, a leste com Chimaltenango e a oeste com Santa Cruz Balanyá e Patzicía. Tem uma área de 56 quilómetros quadrados e dista da capital, Cidade da Guatemala, 64 quilómetros. O seu ponto mais alto é a montanha "El Soco".
O clima é temperado e a temperatura média oscila entre os 15 e 20 graus, com máximas de 26-29 graus e mínimas de 7-14 graus.
O primeiro nome do vale era  Chicaj e depois Chicoj ou Chixoc, que em língua cakchiquel quer dizer Francisco Oj, um cacique local, dono destas terras. Também foi conhecida por Valle de los Duraznos.
Em 1761 foram para lá viver várias famílias espanholas, que designaram uma comissão para gerir a criação oficial da povoação. O governo acedeu, chamando-o Valle de Nuestra Señora del Pilar de Heredia. Anos depois, em 27 de janeiro de 1892 o nome do municipio passou a ser Zaragoza, por causa da origem da maioria dos emigrantes espanhóis, provenientes de Saragoça, Espanha.
A maioria da população vive da agricultura.
Existem alguns locais de interesse turístico com as Cataratas del Salto, La Ladrillera, El Encanto, Los Jutes e Palocón.